# Sex Tape (singolo)
Sex Tape è un singolo della cantante tedesca Katja Krasavice, pubblicato il 10 agosto 2018.

## Video musicale
Il video musicale è stato reso disponibile in concomitanza con l'uscita del singolo.

## Tracce
Testi di Boris Fleck, Robin Wick e Romeo de los Santos, musiche di Boris Fleck.
1. Sex Tape – 3:05

## Formazione
- Katja Krasavice – voce
- Stard Ova – produzione

## Classifiche
| Classifica (2018) | Posizione massima |
| ----------------- | ----------------- |
| Austria           | 7                 |
| Germania          | 6                 |
| Svizzera          | 41                |